# سيجي ساكاجوتشي
سيجي ساكاجوتشي (باليابانية: 坂口征二؛ بالكانا: さかぐち せいじ) هو مصارع محترف ياباني، ولد في 17 فبراير 1942 في كورومي في اليابان.

## وصلات خارجية
- سيجي ساكاجوتشي على موقع JudoInside.com (الإنجليزية)
- سيجي ساكاجوتشي على موقع WrestlingData.com (الإنجليزية)
- سيجي ساكاجوتشي على موقع CageMatch worker (الإنجليزية)
- سيجي ساكاجوتشي على موقع قاعدة بيانات المصارعة على الإنترنت (الإنجليزية)
- سيجي ساكاجوتشي على موقع عالم المصارعة على الإنترنت (الإنجليزية)
- سيجي ساكاجوتشي على موقع عالم المصارعة على الإنترنت (الإنجليزية)
- سيجي ساكاجوتشي على موقع IMDb (الإنجليزية)
- سيجي ساكاجوتشي على موقع قاعدة بيانات الفيلم (الإنجليزية)